# North Carolina State Treasurer

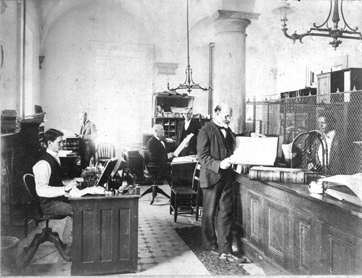
Räumlichkeiten vom North Carolina State Treasurer im State Capitol (1890er Jahre)

Der North Carolina State Treasurer gehört zu den konstitutionellen Ämtern des Bundesstaates North Carolina. Seine Aufgaben beinhalten das Überwachen der finanziellen Arbeitsabläufe.
Der North Carolina State Treasurer ist von Amts wegen Mitglied des North Carolina State Board of Education, des State Board of Community Colleges, der State Banking Commission und des Council of State.

## Königliche Periode (1715–1775)

### Liste der Colonial Treasurers der Kolonie North Carolina
Der Posten des Treasurers existiert seit 1715 in North Carolina. Zu dieser Zeit wurde der Treasurer vom Unterhaus der Legislative ernannt.
| Name           | Amtszeit  |
| -------------- | --------- |
| Edward Moseley | 1715–1735 |
| William Smith  | 1735      |

Im Jahr 1735 wurde die Behörde des Treasurers in zwei Distrikte unterteilt, den Northern District und den Southern District.

### Liste der Treasurers vom Northern District der Kolonie North Carolina
| Name            | Amtszeit  |
| --------------- | --------- |
| William Downing | 1735–1739 |
| William Smith   | 1739–1740 |
| John Hodgson    | 1740–1748 |
| Thomas Barker   | 1748–1752 |
| John Haywood    | 1752–1754 |
| Thomas Barker   | 1754–1764 |
| Joseph Montfort | 1764–1775 |
| Samuel Johnston | 1775      |

### Liste der Treasurers vom Southern District der Kolonie North Carolina
| Name               | Amtszeit  |
| ------------------ | --------- |
| Edward Moseley     | 1735–1749 |
| Eleazer Allen      | 1749–1750 |
| John Starkey       | 1750–1765 |
| Samuel Swann       | 1765–1766 |
| John Baptista Ashe | 1766–1773 |
| Richard Caswell    | 1773–1775 |

## Staat North Carolina (1777 bis heute)

### Liste der District Treasurers des Staates North Carolina
Von 1777 bis 1779 war der Staat North Carolina in zwei Distrikte, den Northern District und den Southern District, unterteilt mit je einen Treasurer.
| Name               | Amtszeit  | Distrikt          |
| ------------------ | --------- | ----------------- |
| John Baptista Ashe | 1777–1779 | Southern District |
| William Skinner    | 1777–1779 | Northern District |

Von 1779 bis 1782 war der Staat North Carolina in sechs Distrikte mit je einem Treasurer unterteilt: Edenton District, Halifax District, Hillsboro District, New Bern District, Salisbury District und Wilmington District. Im Jahr 1782 wurde der Morgan District als siebter Distrikt geschaffen. Das Distriktsystem wurde im Jahr 1784 aufgegeben.
| Name               | Amtszeit  | Distrikt            |
| ------------------ | --------- | ------------------- |
| William Skinner    | 1779–1784 | Edenton District    |
| Green Hill         | 1779–1784 | Halifax District    |
| Matthew Jones      | 1779–1782 | Hillsboro District  |
| Memucan Hunt       | 1782–1784 | Hillsboro District  |
| Richard Cogdell    | 1779–1782 | New Bern District   |
| Benjamin Exum      | 1782–1784 | New Bern District   |
| William Cathey     | 1779–1781 | Salisbury District  |
| Robert Lanier      | 1782–1784 | Salisbury District  |
| John Baptista Ashe | 1779–1781 | Wilmington District |
| Timothy Bloodworth | 1781–1784 | Wilmington District |
| John Brown         | 1782–1784 | Morgan District     |

### Liste der State Treasurers des Staates North Carolina
Im Jahr 1784 verfügte die North Carolina General Assembly, dass es in North Carolina nur ein Treasurer in Zukunft geben sollte, ernannt durch beide Kammern der Legislative. Infolge der Verfassung von North Carolina aus dem Jahr 1868 wird der State Treasurer von North Carolina durch die Wahlberechtigte Bevölkerung in sein Amt gewählt und nicht mehr durch die North Carolina General Assembly ernannt.
| #  | Name                 | Amtszeit  | Partei       |
| -- | -------------------- | --------- | ------------ |
| 1  | Memucan Hunt         | 1784–1787 |              |
| 2  | John Haywood         | 1787–1827 |              |
| 3  | William S. Robards   | 1827–1830 |              |
| 4  | William S. Mhoon     | 1831–1835 |              |
| 5  | Samuel F. Patterson  | 1835–1837 |              |
| 6  | Daniel W. Courts     | 1837–1839 |              |
| 7  | Charles L. Hinton    | 1839–1843 |              |
| 8  | John H. Wheeler      | 1843–1845 |              |
| 9  | Charles L. Hinton    | 1845–1851 |              |
| 10 | Daniel W. Courts     | 1851–1863 |              |
| 11 | Jonathan Worth       | 1863–1865 |              |
| 12 | William Sloan        | 1865–1866 |              |
| 13 | Kemp P. Battle       | 1866–1868 |              |
| 14 | David A. Jenkins     | 1868–1876 | Republikaner |
| 15 | John M. Worth        | 1876–1885 | Demokrat     |
| 16 | Donald W. Bain       | 1885–1892 | Demokrat     |
| 17 | Samuel McDowell Tate | 1892–1895 | Demokrat     |
| 18 | William H. Worth     | 1895–1901 | Populist     |
| 19 | Benjamin R. Lacy     | 1901–1929 | Demokrat     |
| 20 | Nathan O'Berry       | 1929–1932 | Demokrat     |
| 21 | John P. Stedman      | 1932      |              |
| 22 | Charles M. Johnson   | 1933–1949 | Demokrat     |
| 23 | Brandon P. Hodges    | 1949–1953 | Demokrat     |
| 24 | Edwin M. Gill        | 1953–1977 | Demokrat     |
| 25 | Harlan E. Boyles     | 1977–2001 | Demokrat     |
| 26 | Richard H. Moore     | 2001–2009 | Demokrat     |
| 27 | Janet Cowell         | 2009–2017 | Demokratin   |
| 28 | Dale Folwell         | seit 2017 | Republikaner |